# Maria Margherita Grimani
Maria Margherita Grimani (fl. XVIII secolo) è stata una compositrice italiana, attiva a Vienna tra il 1713 e il 1718,  prima donna le cui opere siano state presentate al teatro della corte austriaca.

## Biografia
Pochissimo si conosce di questa compositrice che fu attiva a Vienna tra il 1713 e il 1718. Eppure si tratta di una figura importante nel panorama musicale dell'epoca, prima donna le cui opere furono rappresentate al teatro di corte. Poiché il suo nome non risulta tra i musicisti di corte, si ipotizza che potrebbe essere stata una delle Canonichesse regolari di Sant'Agostino che lavoravano come compositrici di oratori alla corte viennese, come anche Caterina Benedicta Grazianini, Maria de Raschenau e Camilla de Rossi.
Le opere conosciute della Grimani includono anzitutto un'opera, o meglio un componimento drammatico (opus drammum) per due voci, oboe e orchestra d'archi,  Pallade e Marte. Il libretto fu pubblicato a Bologna il 5 aprile 1713 (dove forse l'opera fu già rappresentata). La si eseguì per la prima volta nel teatro imperiale di Vienna per l'onomastico dell'imperatore Carlo VI d'Asburgo il 4 novembre 1713.
Furono eseguiti al teatro imperiale anche due oratori della Grimani: La visitazione di Elisabetta, eseguito nel 1713 e di nuovo nel 1718, e "La decollazione di S Giovanni Battista", eseguito nel 1715. Non si conoscono i nomi dei librettisti. Entrambi celebrano il successo militare di Carlo VI d'Asburgo contro gli "infedeli".
Il cognome della compositrice farebbe pensare che ella fosse legata alla potente famiglia Grimani, forse allo stesso Pietro Grimani, colui che aveva negoziato l'alleanza tra Carlo VI d'Asburgo e Venezia (di cui Pietro fu più tardi doge) contro i Turchi, nello stesso anno in cui il "Pallade" di Maria fu eseguito a corte. Inoltre, Vincenzo Grimani - il mecenate e librettista dell'Agrippina di George Frideric Handel - era al tempo viceré di Napoli. Tuttavia, l'esatta relazione di Maria con la famiglia Grimani non è chiara.
Tutte le opere di Grimani usano piccoli ensambles: due cantanti, un paio di strumenti obbligati e un gruppo continuo, che include violoncello e tiorba. La loro forma segue gli standard del tempo, come esemplificato nelle opere di Alessandro Scarlatti. Questo includeva un numero di arie con da capo con ritornelli e recitativo.